# 1266
1266 (MCCLXVI) je bilo navadno leto, ki se je po julijanskem koledarju začelo na petek.

## Dogodki

### Mongolski imperij
- 24. avgust - Bitka pri Mariju, Kilikijska Armenija: egiptovski mameluški sultan Bajbars uničujoče porazi vojsko Kilikijske Armenije. Bajbars je zahteval od kralja Hetuma I., da se mu podredi, Hetum pa je šel po pomoč k Mongolom. Ta čas pa so egiptovski mameluki uničevali kraljevino, najhujše izgube so bile v omenjeni bitki, sicer pa je bilo uničenje vsesplošno.
- Gruzija: med pripravo na vojno proti Ilkanatu umre kan Zlate horde Berke[1]. Nasledi ga pranečak Mengu-Timur, kar potrdi Kublajkan. Istega leta izgubi oko v boju z Ilkanatom de facto sovladar Nogaj. Po smrti Berkeja se strasti med mongolskima kanatoma umirijo.
  - Bizantinski cesar Mihael VIII. Paleolog sklene zavezništvo (oziroma tributarno podreditev) z Zlato hordo in Nogaju v zakon ponudi svojo nezakonsko hči.
  - Kan Ilkanata Abaka si za prestolnico izbere Tabriz, ki je bližje kavkaškemu prizorišču in eno redkih neporušenih mest.
- Čagatajski kanat: Kublajkan zavrne investuro Mubarak Šaha, sina čagatajske princese Ergene Hatun, in za novega kana Čagatajskega kanata določi svojega varovanca Ghijas-ud-din Baraka, ki pa se potem odreče vrhovnemu kanu in izžene Kublajkanove predstavnike. Državljanska vojna v Čagatajskem kanatu se zdaj zaplete, saj so v vojni tri strani (Barakova, Kaidujeva in Kublajkanova). 1268 ↔
- Kublajkanov mlajši brat in rival Arikbek umre v zaporu, kamor ga je zaprl Kublajkan. Edini močnejši med mongolskimi vojskovodji, ki ne priznava Kublajkana za vrhovnega kana in mu očita, da se je odtujil mongolskemu, stepskemu načinu življenja, je Kaidu iz Ögedejevega klana, ki se je uveljavil v Čagatajskem kanatu.
- Kublajkan pošlje prve ambasadorje na Japonsko, ki zahtevajo tributarno podreditev. Neuspešno.
- Peking: beneška trgovca in brata Niccolo in Maffeo Polo prispeta v prestolnico Dadu, kjer pa se ne zadržujeta dolgo. Kublajkan ju namreč napoti nazaj v Evropo s pismom za papeža, v katerem ga naproša, naj mu pošlje 100 učenjakov. 1269 ↔

### Francoska invazija na Sicilijo
- januar - V Italijo prispe glavnina francoske vojske Karla I. Anžujskega, okoli 30.000 vojakov. Sicilskemu kralju Manfredu Hohenstaufnu, ki je prej podcenjeval Francoze, uhajajo omahljivi gibelinski zavezniki na gvelfovsko stran, zato odreagira panično. Francozi so namreč politično opredeljeni za propapeške gvelfe.
- 6. januar - Rim: papež Klemen IV. krona Karla Anžujskega za sicilskega kralja. [2]
- 20. januar - Francoska vojska vdre na ozemlje Sicilske kraljevine, ki poleg Sicilije obsega ves južni del italijanskega škornja (Mezzogiorno).
- 26. februar - Bitka pri Beneventu: Francozi/gvelfi pod vodstvom Karla I. Anžujskega odločujoče porazijo sicilsko/gibelinsko koalicijo kralja Manfreda Sicilskega, ki umre v boju skupaj z najožjimi privrženci.
  - Francozi brez odpora osvojijo preostalo Sicilsko kraljevino. Zadnji up Hohenstaufnov in gibelinov v Italiji je zdaj najmlajši sin Friderika II. švabski vojvoda Konradin[3]. Odposlanci italijanskih gibelinskih mest mladeniča, ki je star komaj 14 let, rotijo naj posreduje v Italiji. 1267 ↔
  - Zmage Francozov se najbolj ustraši bizantinski cesar Mihael VIII. Paleolog. Sicilska flota bi namreč predstavljala resno nevarnost za restavracijo Latinskega cesarstva.

### Ostalo
- 11. januar - Umrlega vojvodo Pomerelije-Gdanska Svantopolka II. nasledita sinova Mestvin II. in Vartislav II.
- 4. april - Umrlega brandenburškega mejnega grofa Ivana I. nasledi mlajši brat in sovladar Oton III. 1267 ↔
- 12. junij - Umrlega kneza Anhalt-Ascherslebena Henrika II. nasledita mladoletna sinova Oton I. in Henrik III.
- 2. julij - S sklenjenim Sporazumom v Perthu se zaključi škotsko-norveška vojna. Sporazum skleneta norveški kralj Magnus VI. in škotski kralj Aleksander III.. Škotom pripade bivša Kraljevina otoka Man s Hebridi, Norvežanom pa morajo izplačati visoko odškodnino. Škotski kralj tudi prizna suverenost norveškega kralja nad Orkneyjskimi  in Shetlandskimi otoki.
- 3. december - Poljska: potem ko je zatrl upor vojvoda Wrocława Henrik III. Beli iz neznanih razlogov umre, najverjetneje zastrupljen. Vojvodino nasledi mladoletni sin Henrik IV. Probus, regentsko oblast prevzame njegov stric, brat umrlega kralja in salzburški nadškof Vladislav Salzburški.
- Drugi upor baronov, Anglija: po uspešnem čiščenju ostankov upora se kralju Henriku III. zalomi pri obleganju Kenilworthu, ki mu ga nikakor ne uspe zavzeti. Naposled poseduje papeški legat Ottobuono de' Fieschi, ki sklene kompromis med obema stanema. Uporniki, ki so pri Henriku III. padli v nemilost, se lahko v zameno za denarno odškodnino odkupijo in si s tem povrnejo svoje plemiške nazive. 1267 ↔

- Ogrski princ Štefan V., ki je de facto vladal vzhodni polovici Ogrske, napade in premaga Bolgare.
- Umrlega burgundskega grofa Huga III. nasledi Oton IV.
- Umrlega trapezuntskega cesarja Andronika II. nasledi polbrat Jurij.
- Zamorje: istega leta Bajbars zavzame Safed, Biblos in Toron.↓
- → Mladoletna dama Bejruta in ciprska kraljica Izabela Ibelinska zavrne, da bi se pred polnoletnostjo preselila k prav tako mladoletnemu soprogu in ciprskemu kralju Hugu II. Lusignanskemu. Po pomoč se obrne na Baibarsa, ki jo zaščiti, Ciprčani pa zadevo predajo glavnemu jeruzalemskemu razsodišču Haute Cour. 1267 ↔
- Plemič in pravno izobražen uradnik Ivan Ibelinski zaključi s kompilacijo zakonov Jeruzalemske kraljevine, postopki uveljavljanja zakonov in fevdalnim redom kraljevine. Gre za najobsežnejšo in najdetaljnejšo kompilacijo zakonov iz srednjega veka. Avtor kompilacije Ivan Ibelinski, ki je hkrati grof Jaffe in Askalona, to leto tudi umre. Grofiji nasledi najstarejši sin Jakob, s katerim pa Bajbars ne obnovi zavezništva, ki ga je uveljavil z očetom. 1268 ↔
- Indija: ker delhijski sultan Nasirja ud din Mahmuda iz dinastije Mamelukov umre brez otok, ga nasledi glavni vezir Gijas ud-Din Balban.
- Magreb: vladavina Almohadov se je skrčila zgolj na mesto Marakeš, kar pa vladarsko dinastijo ne odvrne od dinastičnih spletk. Umorjenega kalifa Al-Murtada nasledi njegov bratranec in krvnik Idris al-Vatik
- Monetarna reforma v Franciji z izdajo novih zlatnikov écujev[4] in srebrnih grošev.

## Rojstva
- Alauddin Hildži, mameluški delhijski sultan († 1316)
- Beatrice Portinari, florentinska meščanka, muza Danteja Alighierija († 1290)
- Giotto di Bondone, italijanski slikar in arhitekt († 1337)
- Jadviga Kališka[5], poljska kraljica († 1339)
- Henrik II., baron Mecklenburga († 1329)
- Herman VII., mejni grof Baden-Badna († 1291)
- Hetum II., kralj Kilikijske Armenije († 1307)
- Ivan Bretonski, angleški plemič, 4. grof Richmond († 1334)
- Janez Duns Skot, škotski teolog in filozof († 1308)
- Margareta Villehardouinška, ahajska baronica Akovaja († 1315)
- Zhou Daguan, kitajski diplomat dinastije Yuan († 1346)

## Smrti
- 4. januar - Beatrika Savojska, provansalska grofica (* 1205)
- 11. januar - Svantopolk II., vojvoda Pomerelije-Gdanska (* 1195)
- 12. februar - Amadej Amidei, italijanski menih iz reda servitov, svetnik
- 26. februar - Manfred Hohenstaufen, sicilski kralj (* 1232)
- 17. marec - Peter iz Montereauja, francoski arhitekt (* 1200)
- 24. marec - Bernard iz Parme, italijanski pravnik, teolog
- 4. april - Ivan I., brandenburški mejni grof (* 1213)
- 12. junij - Henrik II., knez Anhalt-Ascherslebena (* 1215)
- 4. avgust - Odo Burgundski, grof Neversa in Auxerreja (* 1230)
- 21. oktober - Birger Magnusson, švedski vojvoda, državnik in križar (* 1210)
- 29. oktober - Margareta Avstrijska, nemška kraljica, avstrijska vojvodinja, češka kraljica (* 1204)
- 3. december - Henrik III. Beli, poljski plemič, vojvoda Wrocława (* 1230)

Neznan datum
- Al-Murtada, almohadski kalif
- Andronik II., trapezuntski cesar (* 1240)
- Arigbuha, kagan Mongolskega cesarstva (* okoli 1219)
- Arzenij I. Sremski, arhiepiskop sprbske pravoslavne cerkve, svetnik
- Berke, kan Zlate horde (* 1208)
- Hugo III., burgundski grof (* 1220)
- Ivan Ibelinski, grof Jaffe in Askalona, pravnik (* 1215)
- Muajjad al-Din al-Urdi, arabski astronom (* okoli 1299)
- Nasir ud din Mahmud, mameluški delhijski sultan
- Rogerij iz Apulije, italijanski kronist, splitski nadškof (* 1205)
- Šiban, mongolski princ, Džočijev sin